# Liste der antiken Künstler
In dieser Liste sollen die Namen der namentlich bekannten antiken bildenden Künstler gesammelt werden. Der Name der Künstler ist entweder durch Signaturen oder die Erwähnung in literarischen oder epigraphischen Quellen überliefert.
Künstler ist zudem ein relativer Begriff. Sah man Bildhauer auch in der Antike schon als Künstler an, wurden Architekten und Maler im Allgemeinen eher als Handwerker angesehen. Noch mehr traf das auf Töpfer und Vasenmaler zu. Vasenmaler standen sogar im Ansehen hinter den Töpfern zurück, die in der Regel die Besitzer der Werkstätten waren. Künstler der Antike stammen zum größten Teil aus Griechenland oder dem hellenisierten Osten. Benennbare römische Künstler gibt es nur wenige, da solche Arbeiten von den Römern zwar geschätzt wurden, für einen freien Römer jedoch nicht erstrebenswert waren. 
Aus moderner, archäologischer und kunsthistorischer Sicht, werden nicht nur reine Künstler, sondern auch Kunsthandwerker und zum Teil Handwerker als „Künstler“ angesehen. Von Bedeutung ist dabei die individuelle Leistung. So sind etwa griechische Töpfer bis in den frühen Hellenismus hinein als Kunsthandwerker anzusprechen, weil sie selbst mit der Hand aus dem Ton ihre Werke schufen. Danach werden die Werke im Allgemeinen aus Modeln geformt, was keinen individuellen Prozess mehr bedeutet. Wären sie bekannt, müsste man die Schöpfer der Model als Kunsthandwerker ansprechen. Andererseits muss die Ausführung nicht Teil einer künstlerischen Leistung sein, auch die theoretische Ausarbeitung kann als Bestandteil des künstlerischen Prozesses verstanden werden. Für die Antike ist eine Trennung von Theorie und Praxis jedoch nur selten.

## Listenübersicht
Für eine umfassende, wenn auch nicht ganz vollständige, Liste namentlich bekannten Künstler des Altertums siehe
- Rainer Vollkommer (Hrsg.): Künstlerlexikon der Antike. Band 1–2. K. G. Saur, München, Leipzig 2001–2004, ISBN 3-598-11412-5[1]

ausgelagerte Listen
- Liste der antiken Architekten
- Liste der antiken Bildhauer
- Liste der antiken Gemmenschneider
- Liste der antiken Glasmacher
- Liste der antiken Gold- und Silberschmiede
- Liste der antiken Holz- und Beinarbeiter
- Liste der antiken Koroplastiker (Hersteller von Terrakotten)
- Liste der antiken Maler
- Liste der antiken Mosaizisten
- Liste der griechischen Münzstempelschneider
- Liste der antiken Toreuten und Metallarbeiter
- Liste der griechischen Töpfer und Vasenmaler